# Черничкин, Борис Васильевич
Борис Васильевич Черничкин (1 апреля 1928, Алексиково, Сталинградская губерния — 16 ноября 1992, Севастополь) — украинский советский и партийный деятель. 1-й секретарь Севастопольского городского комитета Компартии Украины (1977—1984). Депутат Верховного Совета Украинской ССР 10-го созыва. Член ЦК КПУ в 1981—1986 годах.

## Биография
Образование высшее. Окончил Одесское высшее инженерное морское училище.
С 1950 года — прораб, технолог планово-производственного отдела треста «Дальтехфлот»; старший прораб судоремонтного завода в городе Находке Приморского края РСФСР; старший технолог цеха, начальник планово-производственного отдела на судоремонтных предприятиях.
Член КПСС с 1954 года. В 1954—1961 годах старший технолог, начальник планово-производственного отдела на Крайнем Севере. С 1961 года — начальник производственно-диспетчерского отдела на Севастопольском Морском заводе имени Серго Орджоникидзе. С 1963 по 1977 года — 2-й секретарь Севастопольского городского комитета КПУ. В 1977—1984 годах — 1-й секретарь Севастопольского городского комитета Компартии Украины. Член Крымского обкома КПУ.
С 1984 года — инженер Севастопольского Морского завода имени Серго Орджоникидзе.
В 1980—1985 годах — депутат Верховной Рады Украинской ССР 10-го созыва, избирательный округ 342 Нахимовского района города Севастополя .
Делегат XXVI съезда КПСС.
Потом — на пенсии. Скончался 16 ноября 1992 года в Севастополе.

## Сочинения
- «Знамя отцов несут сыновья» / Б. В. Черничкин; (Лит. Запись Е. Г. Юрздицкой). — Симферополь: Таврия, 1981. — 97 с.